# کاروانسرای خشکه رود
کاروانسرای خشکه رود مربوط به دوره صفوی است و در شهرستان زرندیه، بخش خرقان، روستای خشک رود واقع شده و این اثر در تاریخ ۱۴ مهر ۱۳۵۴ با شمارهٔ ثبت ۱۱۸۶ به‌عنوان یکی از آثار ملی ایران به ثبت رسیده‌است.